# Јованча Мицић
Јованча Мицић, родом из Јагодине, главни је лик дела „Пут око света”, Бранислава Нушића. Лик Јованча се први пут појављује у Нушићевој комедији „Обичан човек” 1901. године у извођењу Народног позоришта у Београду.
По делу је 1964. године снимљен филм, у којем Јованча Мицић, трговац из Јагодине, доживљава многе авантуре и учествује у догађајима у земљама у којима борави. Поред главног лика у делу и на филму, Јованча има своју улицу у Јагодини, удружење грађана из Јагодине носи његово име и град Јагодина му је 2019. године подигао споменик. Главна награда Позоришног фестивала Дани комедије, награда публике за најдуховитију представу је статуа Јованче Мицића.
Историчар из Јагодине Нинослав Станојловић у књизи „Нушић и Јагодина” пише да је Нушићу као „предложак у највећој мери” за лик легендарног Јованче послужио јагодински трговац Милан Д. Раденковић (1850–1915).